# Kunst im öffentlichen Raum in Hamburg-Fuhlsbüttel
Diese Liste von Kunst im öffentlichen Raum in Hamburg-Fuhlsbüttel enthält dauerhaft aufgestellte Kunstwerke auf dem Gebiet des Stadtteils Fuhlsbüttel der Freien und Hansestadt Hamburg, die sich im öffentlichen Raum befinden und von anerkannten Künstlern und Künstlerinnen geschaffen wurden. Viele dieser Kunstwerke sind durch das Programm Kunst am Bau (und dessen Folgeprogramme) gefördert oder mit öffentlichen Geldern angekauft worden, dies ist aber keine Voraussetzung für die Aufnahme. Ebenso mögen einige dieser Kunstwerke als Kulturdenkmal geschützt sein, aber auch das ist keine Voraussetzung für die Aufnahme in diese Liste.
Bauschmuck ist im Normalfall im Artikel über das Bauwerk darzustellen, und gehört nicht in diese Liste. Streetart kann Aufnahme in die Liste finden, wenn es zu dem konkreten Kunstwerk eine ausführliche Rezeption in der Kunstwissenschaft gibt und ein enzyklopädischer Artikel über die Streetart-Künstler oder -Künstlerin existiert oder vorstellbar wäre. Denkmäler, die an eine Person oder ein Ereignis erinnern, können in die Liste aufgenommen werden, wenn sie ob ihrer zumeist plastischen Gestaltung als Kunstwerk gelten können. Bei reinen Gedenktafeln ist das normalerweise nicht der Fall.
Basis der Zusammenstellung sind Datensätze der Hamburger Kulturbehörde von 2012 und 2018, eine Veröffentlichung der SAGA GWG von 2008, und verschiedene Veröffentlichungen von Kunsthistorikern zum Thema. Eine abschließende Liste von Literatur kann es nicht geben, jedoch ist für jeden Eintrag in die Liste ein konkreter Verweis auf eine amtliche Liste oder anerkannte Sekundärliteratur erforderlich.
Gestohlene oder zerstörte Kunstwerke, die ehemals in Hamburg-Fuhlsbüttel aufgestellt waren, sind in einer separaten Liste aufgeführt.

## Legende
- Lage: Nennt die nächstgelegene Straße und, wenn vorhanden und sinnvoll, das nächstgelegene Bauwerk (mit Hausnummer) oder das umgebende Gebiet (z. B. einen Park) und gibt nötigenfalls Hinweise zur genauen Lage. Darunter werden - wenn vorhanden - auch die Geo-Koordinaten und das Wikidata-Logo als Verweis auf das Wikidata-Objekt angegeben. Die Spalte ist nach der Adresse sortierbar.
- Künstler/in: Name des Künstlers oder der Künstlerin, die das Kunstwerk geschaffen haben, verlinkt mit dem Wikipedia-Artikel zur Person. Die Spalte ist nach dem Nachnamen sortierbar.
- Beschreibung: Kurzbeschreibung des Werks, immer zuerst: Werktitel (kursiv), dann möglichst Material, Stil, Größe, Dargestelltes, Art der Förderung
- Jahr: Jahr der Fertigstellung des Kunstwerkes, wenn unbekannt dann das Jahr der Aufstellung. Hier kann nur ein einziges Jahr angegeben werden, kein Zeitraum. Weitere zeitliche Details zur Schaffung des Kunstwerkes (von–bis) können in der Beschreibung angegeben werden.
- Quelle: Kulturbehörde, SAGA, Literatur, jeweils mit Fußnote. Diese Angabe ist für eine Aufnahme in die Liste verpflichtend.
- Bild: Bild des Kunstwerks, mit Link auf Commons-Kategorie wenn vorhanden

Hinweis: Die Grundsortierung der Liste erfolgt nach der Adresse. Die Liste ist alternativ nach Künstler, Werktitel, Datierung oder Quelle sortierbar.

## Liste
| Lage | Künstler                   | Beschreibung | Jahr | Quelle        | Bild |  |
| --- | -------------------------- | --- | ---- | ------------- | --- |  |
| Am Blumenacker 15 Kita Am Blumenacker, Vorgarten (Lage) | Kurt Bauer                 | Ziegenbock Bronzeplastik eines Ziegenbocks im Stehen. Ankauf im Rahmen des Projektes „Kunst am Bau“.                                                                                           | 1966 | Kulturbehörde | weitere Bilder |  |
| Eschenweg 1 Schule Eschenweg, Haupteingang-Foyer (Lage) | unbekannt                  | Mädchen mit Blume KaB, nicht in KB-Listen | 1960 | Kulturbehörde | Bild gesucht Die Wikipedia wünscht sich an dieser Stelle ein Bild vom Ort mit diesen Koordinaten 53.62623 10.01669 . Motiv: Eschenweg 1 Falls du dabei helfen möchtest, erklärt die Anleitung , wie das geht. BW                   |  |
| Eschenweg 1 Schule Eschenweg, Treppenhaus Querbau (Lage) | Johannes Ufer              | Märchenfiguren Keramikmosaik, Ankauf durch die Stadt im Programm „Kunst am Bau“ | 1955 | Kulturbehörde | weitere Bilder |  |
| Eschenweg 1 Schule Eschenweg, Treppenhaus Querbau (Lage) | unbekannt                  | Drei fliegende Schwäne Wandbild, KaB, nicht in KB-Listen | ?    | Kulturbehörde | Bild gesucht Die Wikipedia wünscht sich an dieser Stelle ein Bild vom Ort mit diesen Koordinaten 53.62655 10.01683 . Motiv: Eschenweg 1 Falls du dabei helfen möchtest, erklärt die Anleitung , wie das geht. BW                   |  |
| Eschenweg 1 Schule Eschenweg, Turnhalle (Lage) | Eylert Spars               | Sportler Keramikmosaik, KaB | 1956 | Kulturbehörde | Bild gesucht Die Wikipedia wünscht sich an dieser Stelle ein Bild vom Ort mit diesen Koordinaten 53.62553 10.01525 . Motiv: Eschenweg 1 Falls du dabei helfen möchtest, erklärt die Anleitung , wie das geht. BW                   |  |
| Eschenweg 1 Schule Eschenweg, an Fassade zum Eschenweg (Lage) | Henrik Böhlig              | Flötenspieler und Tänzerin Keramikrelief, das einen Flötenspieler und eine Tänzerin zeigt. Ankauf im Rahmen von „Kunst am Bau“.                                                                | 1951 | Kulturbehörde | weitere Bilder |  |
| Heinrich-Traun-Platz (Lage) | Alphons Ely                | Denkmal für Senator Traun Rechteckige Steinsäule, die der Skulptur eines Rehkitz bekrönt ist. An der Vorderseite des Denkmals eine Bronzetafel mit dem Reliefbild des Senators Heinrich Traun. | 1927 | Zabel         | weitere Bilder |  |
| Hummelsbütteler Kirchenweg 8 (Lage) | Ulrich Beier               | Stein-Laternen Stein | 1966 | Zabel         | Bild gesucht Die Wikipedia wünscht sich an dieser Stelle ein Bild vom Ort mit diesen Koordinaten 53.63348 10.02012 . Motiv: Hummelsbütteler Kirchenweg 8 Falls du dabei helfen möchtest, erklärt die Anleitung , wie das geht. BW  |  |
| Hummelsbütteler Landstraße 46 Verwaltungsgebäude für das Ortsamt Fuhlsbüttel, EG nach Durchgang zu Kundenzentrum Nebenbau (2. OG) (Lage)                            | Tom Hops                   | Wandbild KaB | 1971 | Kulturbehörde | Bild gesucht Die Wikipedia wünscht sich an dieser Stelle ein Bild vom Ort mit diesen Koordinaten 53.63072 10.02718 . Motiv: Hummelsbütteler Landstraße 46 Falls du dabei helfen möchtest, erklärt die Anleitung , wie das geht. BW |  |
| Juttaweg 3-6 Grünanlage zwischen den Wohnblöcken (Lage) | Kurt Bauer                 | Schimpansen Bronzeplastik zweier Schimpansen | 1964 | Zabel         | weitere Bilder |  |
| Ohkampring 13 Schule Ohkamp, Kreuzbau, Treppenhaus über drei Geschosse (Lage)                                                                                       | unbekannt                  | Vier Wandbilder KaB, nicht in BK-Listen | ?    | Kulturbehörde | Bild gesucht Die Wikipedia wünscht sich an dieser Stelle ein Bild vom Ort mit diesen Koordinaten 53.63618 10.02273 . Motiv: Ohkampring 13 Falls du dabei helfen möchtest, erklärt die Anleitung , wie das geht. BW                 |  |
| Ohkampring 13 Schule Ohkamp, Verbindungswand und Wandscheibe nahe Büro (Lage)                                                                                       | Johannes Ufer              | Wandgestaltung, 2tlg KaB | 1956 | Kulturbehörde | weitere Bilder |  |
| Röntgenstraße 57 Stiftung Ohm, vor Eingang (Lage) | Wilhelm Ohm                | Große Panthea Bronzenachguss der Betonplastik, die IGA 1963 in Hamburg geschaffen wurde, seit 1965 im Thörls Park in Hamburg-Hamm.                                                             |      | Kunst@SH      | weitere Bilder |  |
| Röntgenstraße 57 Stiftung Ohm, Garten (Lage) | Diverse                    | Diverse Werke von Karl Heinz Engelin, Wilhelm Ohm, August Ohm, u. a. Ankauf / Stiftung durch Privat                                                                                            |      | Kunst @ SH    | Bild gesucht Die Wikipedia wünscht sich an dieser Stelle ein Bild vom Ort mit diesen Koordinaten 53.62418 10.01752 . Motiv: Röntgenstraße 57 Falls du dabei helfen möchtest, erklärt die Anleitung , wie das geht. BW              |  |
| Weg beim Jäger 193 Lufthansa Technik am Flughafen Hamburg, Gebäude 157, Eingang a, Treppenhaus                                                                      | Ernst Hanssen              | Phoenix vermutlich Direktauftrag | 1958 | Kulturbehörde | |  |
| Weg beim Jäger 193 Lufthansa Technik am Flughafen Hamburg, Gebäude 157, Eingang b, Treppenhaus                                                                      | unbekannt (Ernst Hanssen?) | Ikarus? (2-3 Flugzeuge am Himmel) | ?    | Kulturbehörde | |  |
| Weg beim Jäger 193 Lufthansa Technik am Flughafen Hamburg, ex-Flughafenverwaltung B, Lufthansa, Eingang des Verbindungsbaus, jetzt intern zwischen Gebäuden 150-152 | Karl August Ohrt           | Fliegender Mann KaB | 1958 | Kulturbehörde | |  |
| Weg beim Jäger 193 Lufthansa Technik am Flughafen Hamburg, Lärmschutzhalle, Ansaugturm Ostseite                                                                     | Ernst Witt                 | Wandschmuck "Lärmvogel" KaB | 1960 | Kulturbehörde | |  |